# Monodia (planta)
Monodia  és un gènere de plantes de la subfamília de les cloridòidies, família de les poàcies. És un gènere monotípic i l'única espècie n'és Monodia stipoides (SWLJacobs), és originària d'Austràlia. El nom del gènere deriva de les paraules gregues micos (individual), i odous (dent), referint-se a l'única aresta de la lema.